# Pallavolo ai Giochi della XXIII Olimpiade - Torneo femminile
Il torneo femminile di pallavolo ai Giochi della XXIII Olimpiade si è svolto dal 30 luglio al 7 agosto 1984 a Los Angeles, negli Stati Uniti d'America, durante i Giochi della XXIII Olimpiade. Al torneo hanno partecipato 8 squadre e la vittoria finale è andata per la prima volta alla Cina.

## Gironi
| Girone A                                | Girone B                           |
| --------------------------------------- | ---------------------------------- |
| Brasile Cina Germania Ovest Stati Uniti | Canada Corea del Sud Giappone Perù |

## Fase finale

### Finali 1º e 3º posto
|  | Semifinali  | Semifinali  | Semifinali  |             |      | Finale 1º/2º posto | Finale 1º/2º posto | Finale 1º/2º posto |  |
|  |             |             |             |             |      |                    |                    |                    |  |
|  | Perù        | Perù        | 0           |             |      |                    |                    |                    |  |
|  | Perù        | Perù        | 0           |             |      |                    |                    |                    |  |
|  | Stati Uniti | Stati Uniti | 3           |             |      |                    |                    |                    |  |
|  | Stati Uniti | Stati Uniti | 3           |             | Cina | Cina               | 3                  |                    |  |
|  |             |             |             |             | Cina | Cina               | 3                  |                    |  |
|  |             |             | Stati Uniti | Stati Uniti | 0    |                    |                    |                    |  |
|  | Giappone    | Giappone    | Stati Uniti | Stati Uniti | 0    | 0                  |                    |                    |  |
|  | Giappone    | Giappone    |             |             |      | 0                  |                    |                    |  |
|  | Cina        | Cina        | 3           |             |      | Finale 3º/4º posto | Finale 3º/4º posto | Finale 3º/4º posto |  |
|  | Cina        | Cina        | 3           |             |      |                    |                    |                    |  |
|  |             |             |             |             |      |                    |                    |                    |  |
|  |             |             |             |             |      | Giappone           | Giappone           | 3                  |  |
|  |             |             |             |             |      | Giappone           | Giappone           | 3                  |  |
|  |             |             |             |             |      | Perù               | Perù               | 1                  |  |

### Finali 5º e 7º posto
|  | Semifinali     | Semifinali     | Semifinali     |                |               | Finale 5º/6º posto | Finale 5º/6º posto | Finale 5º/6º posto |  |
|  |                |                |                |                |               |                    |                    |                    |  |
|  | Canada         | Canada         | 0              |                |               |                    |                    |                    |  |
|  | Canada         | Canada         | 0              |                |               |                    |                    |                    |  |
|  | Germania Ovest | Germania Ovest | 3              |                |               |                    |                    |                    |  |
|  | Germania Ovest | Germania Ovest | 3              |                | Corea del Sud | Corea del Sud      | 3                  |                    |  |
|  |                |                |                |                | Corea del Sud | Corea del Sud      | 3                  |                    |  |
|  |                |                | Germania Ovest | Germania Ovest | 0             |                    |                    |                    |  |
|  | Corea del Sud  | Corea del Sud  | Germania Ovest | Germania Ovest | 0             | 3                  |                    |                    |  |
|  | Corea del Sud  | Corea del Sud  |                |                |               | 3                  |                    |                    |  |
|  | Brasile        | Brasile        | 1              |                |               | Finale 7º/8º posto | Finale 7º/8º posto | Finale 7º/8º posto |  |
|  | Brasile        | Brasile        | 1              |                |               |                    |                    |                    |  |
|  |                |                |                |                |               |                    |                    |                    |  |
|  |                |                |                |                |               | Canada             | Canada             | 0                  |  |
|  |                |                |                |                |               | Canada             | Canada             | 0                  |  |
|  |                |                |                |                |               | Brasile            | Brasile            | 3                  |  |

## Podio

### Campione
Formazione: Hou, Jiang, Lang, Li, Liang, Su, Yang Xia., Yang Xil., Zhang, Zheng, Zhou, Zhu, CT: -

### Secondo posto
Formazione: Beauprey, Becker, Chisholm, Crockett, Flachmeier, Green, Hyman, Magers, Ruddins, Vollertsen, Weishoff, Woodstra, CT: Selinger

### Terzo posto
Formazione: Egami, Hiro, Hirose, Ishida, Kagabu, Mitsuya, Miyajima, Morita, Nakada, Odaka, Otani, Sugiyama, CT: -

## Classifica finale
| Classifica | Squadre        |
| ---------- | -------------- |
|            | Cina           |
|            | Stati Uniti    |
|            | Giappone       |
| 4          | Perù           |
| 5          | Corea del Sud  |
| 6          | Germania Ovest |
| 7          | Brasile        |
| 8          | Canada         |